# جحوتی
سِخِم‌رع سِمِن‌تاوی جحوتی (به انگلیسی: Sekhemre Sementawy Djehuti) فرعونی در دودمان شانزدهم مصر باستان در دوره دوم میانی بود. فرمانروایی او به گفته کیم ریهولت، در نزدیکی سال ۱۶۵۰ پیش از میلاد آغاز شد و ۳ سال به طول انجامید. پس از او سوبک‌هوتپ هشتم بر تخت نشست.
معنای نام نخست او، سِخِم‌رع سِمِن‌تاوی، «قدرت رع همو که دو سرزمین را بنیان می‌نهد» است.

## شواهد
نام تاجی جحوتی در یکی از فهرست‌های شاهان در کارناک دیده می‌شود. یک صفحه‌ی شطرنج با نام او نیز که به همسرش شهبانو منتوهوتپ تقدیم شده، در سال ۱۸۲۲ در ذرا ابوالنجاع پیدا شد که اکنون در موزه برلین نگهداری می‌شود. تابوت شهبانو در سال ۱۸۳۲ هنوز تشخیص‌پذیر بود ولی اکنون گم شده و تنها رونوشت نوشته‌های بر آن در دست هستند. آرامگاه منتوهوتپ یکی از نخستین سازه‌های باستانی مربوط به دوره دوم میانی است که در بر گیرنده بخش‌هایی از کتاب مردگان بوده. 